# Vas, Veneto
Vas är en ort och frazione i kommunen Quero Vas i provinsen Belluno i regionen Veneto i Italien.
Vas upphörde som kommun den 28 december 2013 och bildade med den tidigare kommunen Quero den nya kommunen Quero Vas. Den tidigare kommunen hade 819 invånare (2013).